# Rhyacophila hamata
Rhyacophila hamata là một loài Trichoptera trong họ Rhyacophilidae. Chúng phân bố ở miền Cổ bắc.